# Jacobus Johannes Fouché
Jacobus Johannes (Jim) Fouché (Wepener, 6 juni 1898 - Kaapstad, 23 september 1980) was een Zuid-Afrikaans politicus van de Nasionale Party en tussen 1968 en 1975 de tweede staatspresident van Zuid-Afrika.

## Loopbaan
Fouché, een lid van de Nasionale Party, zetelde tussen 1941 en 1950 in de Volksraad en diende van 1954 tot 1959 als administrateur van de provincie Oranje Vrijstaat. Daarna promoveerde hij respectievelijk tot minister van Defensie onder premier Hendrik Verwoerd (1959–1966) en minister van Landbouwtechnische Diensten en Waterzaken onder premier John Vorster (1966–1968). Tussen 1960 en 1968 was hij opnieuw lid van de Volksraad.
In 1968 werd Fouché unaniem verkozen tot staatspresident van Zuid-Afrika. Hij nam het ambt over van Jozua François Naudé, die de functie gedurende tien maanden had waargenomen nadat de aanvankelijk gekozen president, Theophilus Dönges, kort voor zijn inauguratie een beroerte had gekregen en in een coma was beland. Fouché bekleedde het presidentschap gedurende één ambtstermijn van exact zeven jaar. In 1975 werd hij opgevolgd door waarnemend president Johannes de Klerk.
Fouché overleed in 1980 op 82-jarige leeftijd.
Staatspresidenten: Charles Robberts Swart · Theophilus Dönges · Jozua François Naudé (a.i.) · Jacobus Johannes Fouché · Johannes de Klerk (a.i.) · Nicolaas Johannes Diederichs · Marais Viljoen (a.i.) · Balthazar Johannes Vorster · Marais Viljoen · Pieter Willem Botha · Jan Christian Heunis (a.i.) · Frederik Willem de Klerk
Presidenten: Nelson Mandela · Thabo Mbeki · Kgalema Motlanthe · Jacob Zuma · Cyril Ramaphosa
- Gemeinsame Normdatei: 1102191531
- International Standard Name Identifier: 0000 0004 4914 7230
- Virtual International Authority File: 190471499
- WorldCat: E39PBJjMxF6QXRdXp9CPVxJ7HC